# Île Namyit
L'île Namyit (en vietnamien Đảo Nam Yết), est une île située dans le banc Tizard dans les îles Spratleys en mer de Chine méridionale. Elle est contrôlée par le Viêt Nam depuis 1973, mais est revendiquée par les Philippines, la Chine et Taïwan. L'île est l'objet d'un important terrassement sur la mer dans les années 2020.